# Hemerophanes acerata
Hemerophanes acerata är en fjärilsart som beskrevs av Collenette 1939. Hemerophanes acerata ingår i släktet Hemerophanes och familjen tofsspinnare. Inga underarter finns listade i Catalogue of Life.